# Дзельниця (Опольське воєводство)
Дзельниця (пол. Dzielnica) — село в Польщі, у гміні Цисек Кендзежинсько-Козельського повіту Опольського воєводства.
Населення — 244 особи (2011).
У 1975-1998 роках село належало до Опольського воєводства.

## Демографія
Демографічна структура станом на 31 березня 2011 року:
|          | Загалом | Допрацездатний вік | Працездатний вік | Постпрацездатний вік |
| -------- | ------- | ------------------ | ---------------- | -------------------- |
| Чоловіки | 121     | 22                 | 83               | 16                   |
| Жінки    | 123     | 11                 | 73               | 39                   |
| Разом    | 244     | 33                 | 156              | 55                   |